# コーレラグーン

コーレラグーン(2019)

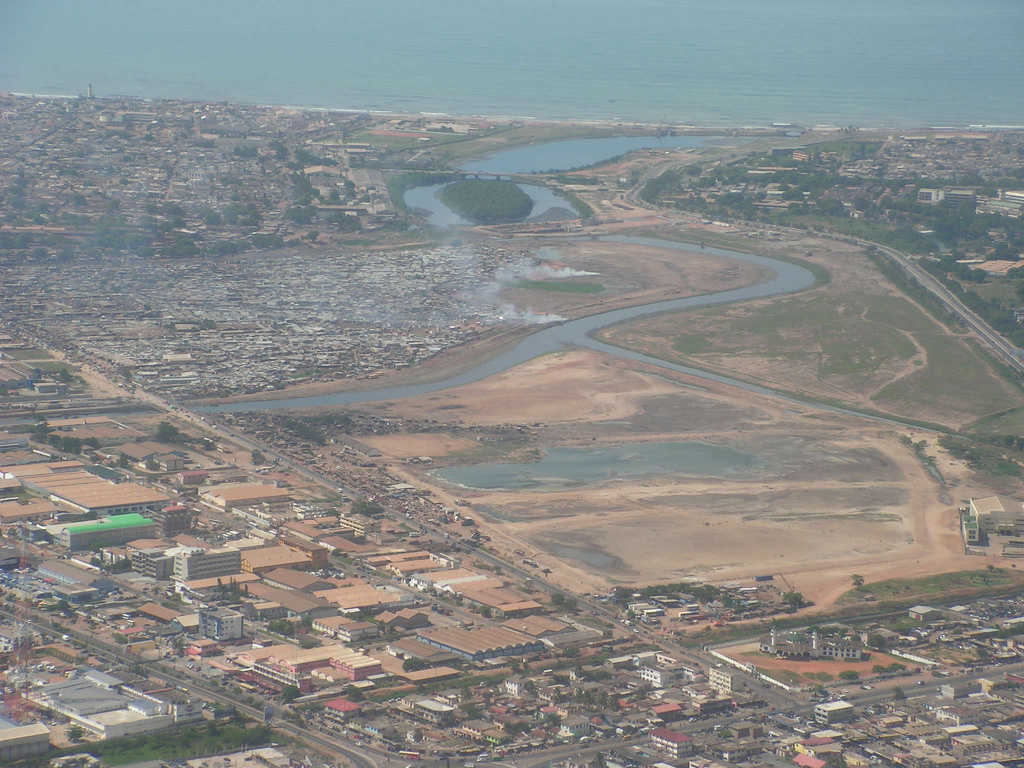
コーレラグーン(2005年)

コーレラグーン（英: Korle Lagoon）は、ガーナの首都・アクラにある商業地帯・水源地帯である。隣接する貧民街には衛生設備はないため、コーレラグーンは何百もの家族の巨大な便所となっている。そのため、人間の排泄物や都市の産業廃棄物などが集積している地域であるこの地域は、その様子から「世界で最も汚染された場所の一つ」と形容される。

## 概要
コーレラグーンは、水質汚濁前の1950年代初頭には貝類などを始めとした魚介類を取り扱った漁業で栄え、近隣の貧民街の人々による漁業地域として大切な収入源となっていた。しかし、徐々に水質汚濁が指摘されるようになり、1976年の論文では、オドー川と西部と東部にある2つの主要排水路からなる3つの水源から排出されたあらゆる種類のゴミや泥などが沈殿する地域になっていると指摘された。1995年の論文ではコーレラグーン周辺のスラム街・貧民街などでは一日に10500kg/日の生物化学的酸素要求量（BOD）が発生していると指摘されている。ガーナ国内を流れる河川の一つ・オドー川は、400平方キロメートルの集水域を受け取っているコーレラグーンを通って海に流れデている。そのため、ガーナ共和国の人口の60%はオドー川とコーレラグーンの集水域に住んでいたことを受け、コーレラグーンでの水質汚濁はガーナ国内における重大な環境問題の一部として水質汚濁の問題は取り上げられた。しかし、アクラの廃棄物管理局では現状では一日に発生する廃棄物の60%程度に過ぎない量しか回収できていなかった。そのため、残りの廃棄物は空き地や排水溝などに捨てられ、最終的にコーレラグーンに送られていた。ガーナのジェリー・ローリングス元大統領は、サウジアラビアの銀行から支援を受けてコーレラグーンの浄化に乗り出した。